# Блянкі (Вармінсько-Мазурське воєводство)
Блянкі (пол. Blanki, нім. Blankensee) — село в Польщі, у гміні Лідзбарк-Вармінський Лідзбарського повіту Вармінсько-Мазурського воєводства.
Населення — 160 осіб (2011).

## Демографія
Демографічна структура станом на 31 березня 2011 року:
|          | Загалом | Допрацездатний вік | Працездатний вік | Постпрацездатний вік |
| -------- | ------- | ------------------ | ---------------- | -------------------- |
| Чоловіки | 82      | 10                 | 61               | 11                   |
| Жінки    | 78      | 17                 | 42               | 19                   |
| Разом    | 160     | 27                 | 103              | 30                   |